# FN Herstal

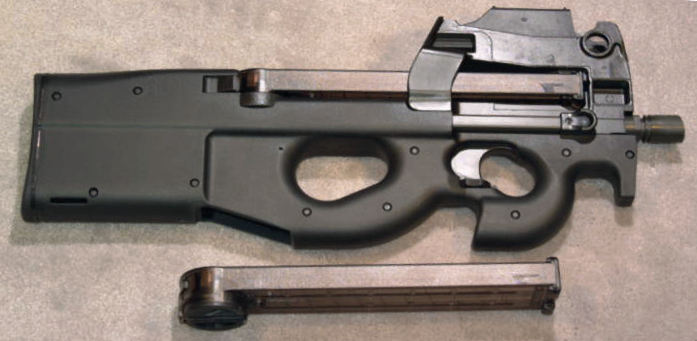
FN P90

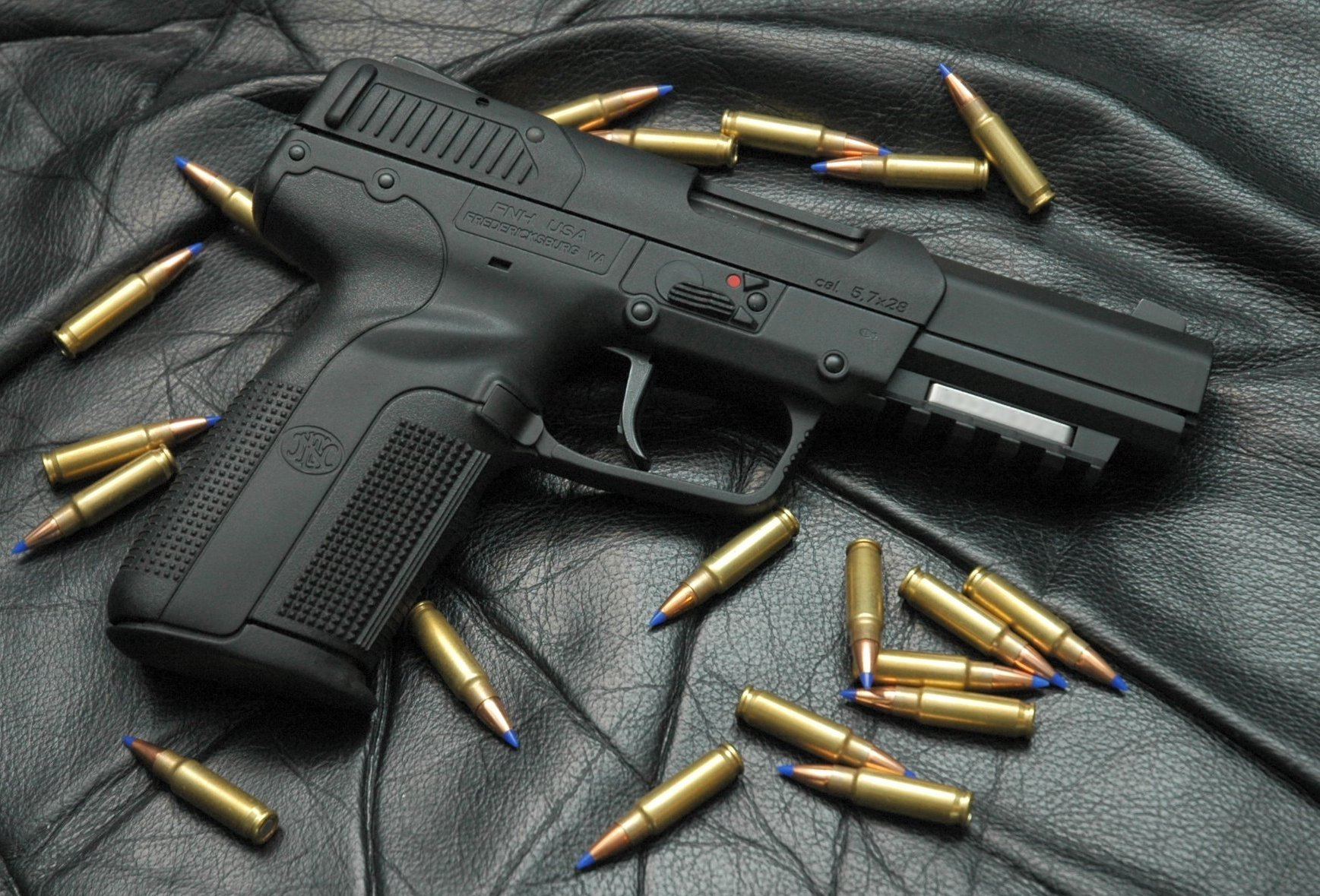
FN Five-seveN

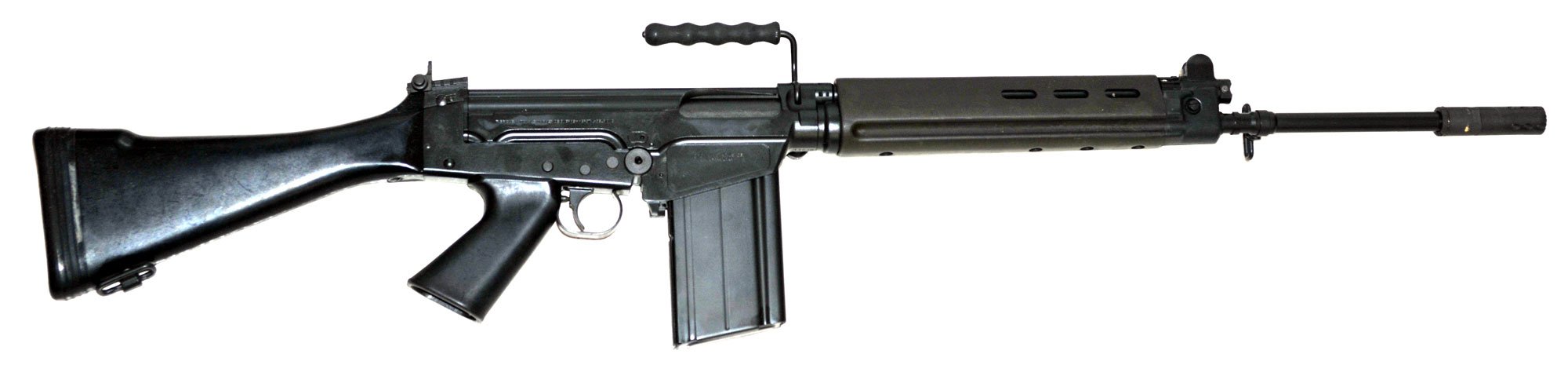
FN FAL

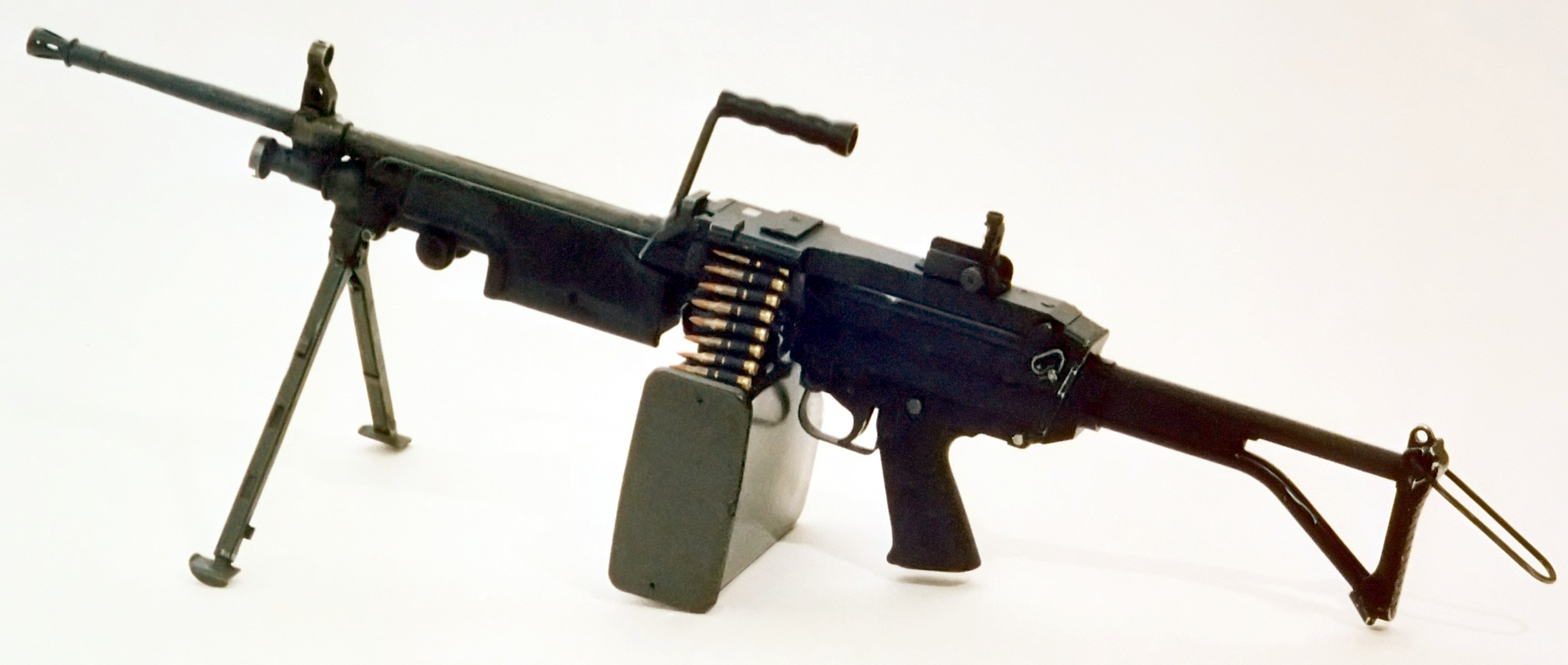
FN Minimi

Fabrique nationale d'Herstal (Fábrica Nacional de Herstal) —también denominada FN Herstal, Fabrique nationale o simplemente abreviada como FN— es una empresa armamentística fabricante de armas de fuego localizada en la ciudad de Herstal, Bélgica.
FN Herstal es una empresa subsidiaria del Grupo Herstal, el cual también es propietario de la U.S. Repeating Arms Company (Winchester) y la Browning Arms Company. Por otra parte FN Herstal es la compañía matriz de otras dos empresas ubicadas en los Estados Unidos: FN Manufacturing y FNH USA. FN Manufacturing, la cual se ubica en Columbia (Carolina del Sur), es la encargada de producir diseños de FN Herstal en los Estados de Unidos, incluyendo la fabricación de armas de fuego como las ametralladoras M249 y M240 y el fusil de asalto M16, entre otros. FNH USA, localizada en McLean (Virginia), es la empresa encargada de las ventas y el marketing de FN Herstal en territorio estadounidense.
Entre los diseños y manufacturas de armas de fuego de FN Herstal de la actualidad, se encuentran las escopetas Browning Maxus y Browning A5, FN SLP y FN P-12; las pistolas FN Model 1905/1906, Browning Hi-Power, FN Five-seven, y la pistola de FN con sus distintas variantes de diferentes tamaños y calibres: FN 509, FNS, FNX, FNP; los fusiles FN FAL, FN CAL, FN FNC, FN F2000, FN SCAR 16S (también conocido como SCAR L o Light), FN SCAR 17S (también conocido como SCAR H o Heavy), FN MK20 SSR (Versión Sniper Support Rifle del SCAR H) y el FN15; y la serie deportiva de rifles BAR; el subfusil FN P90; las ametralladoras FN MAG y FN Minimi y la ametralladora pesada Browning M2 y muchos de estos modelos han tenido amplia difusión significando un éxito empresarial en el ámbito armamentístico. Las armas de FN Herstal son utilizadas por fuerzas armadas de más de 100 países diferentes.